# Анаулы
Анаулы — исчезнувшая к нынешнему времени родоплеменная группа юкагиров, живших по верхнему течению Анадыря. Говорили на чуванском (приморском) варианте юкагирского языка. Анаулы на Анадыре представляли «береговых», «речных» юкагиров, осевших на берегах рек. Этноним анаулы выводится от чукотского слова энмыльа, означающего живущие на реке Энмываам. Среди остальных юкагиров отличались воинственностью, но ввиду своей оседлости стали лёгкой добычей русских сборщиков ясака. Первый конфликт между анаулами и русскими состоялся в 1649 году, когда на Анадыре появился отряд первопроходца Семёна Дежнёва.